# Campeonato Europeo de Baloncesto Masculino de 1991
La edición XXVII del Campeonato de Europa masculino de baloncesto se celebró en la ciudad de Roma (Italia) a principios del verano de 1991 y contó con la participación de 8 selecciones nacionales.

## Grupos
Los ocho equipos participantes fueron divididos en dos grupos de la forma siguiente:
| Grupo A    | Grupo B        |
| ---------- | -------------- |
| Bulgaria   | Francia        |
| Yugoslavia | Grecia         |
| Polonia    | Italia         |
| España     | Checoslovaquia |

## Primera fase

### Grupo A
| Equipo     | J | G | P | T+  | T-  | DT  | PTS |
| ---------- | - | - | - | --- | --- | --- | --- |
| Yugoslavia | 3 | 3 | 0 | 268 | 196 | +72 | 6   |
| España     | 3 | 2 | 1 | 234 | 236 | -2  | 5   |
| Polonia    | 3 | 1 | 2 | 211 | 251 | -40 | 4   |
| Bulgaria   | 3 | 0 | 3 | 236 | 266 | -30 | 3   |

| Fecha    | Partido    | Partido | Partido    | Resultado |
| -------- | ---------- | ------- | ---------- | --------- |
| 24.06.91 | Bulgaria   | -       | Polonia    | 75-83     |
| 24.06.91 | Yugoslavia | -       | España     | 76-67     |
| 25.06.91 | España     | -       | Bulgaria   | 94-93     |
| 25.06.91 | Yugoslavia | -       | Polonia    | 103-61    |
| 26.06.91 | Polonia    | -       | España     | 67-73     |
| 26.06.91 | Bulgaria   | -       | Yugoslavia | 68-89     |

### Grupo B
| Equipo         | J | G | P | T+  | T-  | DT  | PTS |
| -------------- | - | - | - | --- | --- | --- | --- |
| Italia         | 3 | 3 | 0 | 259 | 224 | +35 | 6   |
| Francia        | 3 | 1 | 2 | 257 | 248 | +9  | 4   |
| Grecia         | 3 | 1 | 2 | 278 | 286 | -8  | 4   |
| Checoslovaquia | 3 | 1 | 2 | 283 | 319 | -36 | 4   |

| Fecha    | Partido | Partido | Partido        | Resultado |
| -------- | ------- | ------- | -------------- | --------- |
| 24.06.91 | Francia | -       | Checoslovaquia | 104-80    |
| 24.06.91 | Grecia  | -       | Italia         | 72-82     |
| 25.06.91 | Grecia  | -       | Checoslovaquia | 113-123   |
| 25.06.91 | Italia  | -       | Francia        | 75-72     |
| 26.06.91 | Grecia  | -       | Francia        | 93-81     |
| 26.06.91 | Italia  | -       | Checoslovaquia | 102-80    |

## Fase final

### Puestos del 1 al 4
|  | Semifinales | Semifinales |    |         | Final         | Final |  |
|  |             |             |    |         |               |       |  |
|  |             |             |    |         |               |       |  |
|  |             |             |    |         |               |       |  |
|  | Francia     | 76          |    |         |               |       |  |
|  | Yugoslavia  | 97          |    |         |               |       |  |
|  |             |             |    |         |               |       |  |
|  |             |             |    |         |               |       |  |
|  |             |             |    |         | Yugoslavia    | 88    |  |
|  |             | Italia      | 73 |         |               |       |  |
|  |             |             |    |         |               |       |  |
|  |             |             |    |         |               |       |  |
|  |             |             |    |         | Tercer puesto |       |  |
|  |             |             |    |         |               |       |  |
|  | Italia      | 93          |    | Francia | 83            |       |  |
|  | España      | 90          |    |         | España        | 101   |  |

Todos los encuentros se disputaron en Roma

### Puestos del 5 al 8
|  | Puestos del 5 al 8 | Puestos del 5 al 8 |    |          | Puesto 5 | Puesto 5 |  |
|  |                    |                    |    |          |          |          |  |
|  |                    |                    |    |          |          |          |  |
|  |                    |                    |    |          |          |          |  |
|  | Grecia             | 110                |    |          |          |          |  |
|  | Bulgaria           | 83                 |    |          |          |          |  |
|  |                    |                    |    |          |          |          |  |
|  |                    |                    |    |          |          |          |  |
|  |                    |                    |    |          | Grecia   | 95       |  |
|  |                    | Checoslovaquia     | 79 |          |          |          |  |
|  |                    |                    |    |          |          |          |  |
|  |                    |                    |    |          |          |          |  |
|  |                    |                    |    |          | Puesto 7 |          |  |
|  |                    |                    |    |          |          |          |  |
|  | Checoslovaquia     | 85                 |    | Bulgaria | 86       |          |  |
|  | Polonia            | 72                 |    |          | Polonia  | 90       |  |

Todos los encuentros se disputaron en Roma

### Puestos del 5º al 8º
| Fecha    | Partido        | Partido | Partido  | Resultado |
| -------- | -------------- | ------- | -------- | --------- |
| 28.06.91 | Grecia         | -       | Bulgaria | 110-83    |
| 28.06.91 | Checoslovaquia | -       | Polonia  | 85-72     |

### Semifinales
| Fecha    | Partido | Partido | Partido    | Resultado |
| -------- | ------- | ------- | ---------- | --------- |
| 28.06.91 | Francia | -       | Yugoslavia | 76-97     |
| 28.06.91 | Italia  | -       | España     | 93-90     |

### Séptimo puesto
| Fecha    | Partido  | Partido | Partido | Resultado |
| -------- | -------- | ------- | ------- | --------- |
| 29.06.91 | Bulgaria | -       | Polonia | 86-90     |

### Quinto puesto
| Fecha    | Partido | Partido | Partido        | Resultado |
| -------- | ------- | ------- | -------------- | --------- |
| 29.06.91 | Grecia  | -       | Checoslovaquia | 95-79     |

### Tercer puesto
| Fecha    | Partido | Partido | Partido | Resultado |
| -------- | ------- | ------- | ------- | --------- |
| 29.06.91 | Francia | -       | España  | 83-101    |

### Final
| Fecha    | Partido    | Partido | Partido | Resultado |
| -------- | ---------- | ------- | ------- | --------- |
| 29.06.91 | Yugoslavia | -       | Italia  | 88-73     |

## Medallero
|            |        |        |
| Yugoslavia | Italia | España |

## Clasificación final
| 1. - Yugoslavia     |
| 2. - Italia         |
| 3. - España         |
| 4. - Francia        |
| 5. - Grecia         |
| 6. - Checoslovaquia |
| 7. - Polonia        |
| 8. - Bulgaria       |

## Plantilla de las 4 mejores clasificadas
1.Yugoslavia: Toni Kukoč, Dino Rađa, Vlade Divac, Žarko Paspalj, Zoran Savić, Predrag Danilović, Aleksandar Đorđević, Velimir Perasović, Jure Zdovc, Arijan Komazec, Zoran Sretenović, Zoran Jovanović (Entrenador: Dušan Ivković)
2.Italia: Antonello Riva, Walter Magnifico, Roberto Brunamonti, Ferdinando Gentile, Roberto Premier, Andrea Gracis, Ario Costa, Davide Pessina, Stefano Rusconi, Riccardo Pittis, Sandro Dell'Agnello, Alessandro Fantozzi (Entrenador: Sandro Gamba)
3.España: Juan Antonio San Epifanio, Jordi Villacampa, Antonio Martín, Juan Antonio Orenga, Mike Hansen, Rafael Jofresa, Josep "Pep" Cargol, Quique Andreu, Manel Bosch, José Miguel Antúnez, Fernando Arcega, Silvano Bustos (Entrenador: Antonio Díaz Miguel)
4.Francia: Richard Dacoury, Stephane Ostrowski, Antoine Rigaudeau, Valery Demory, Hugues Occansey, Philip Szanyiel, Jim Bilba, Frederic Forte, Didier Gadou, Georges Adams, Felix Courtinard, Jim Deines (Entrenador: Francis Jordane)

## Trofeos individuales

### Mejor jugador (MVP)
- Toni Kukoč

### Quinteto ideal del torneo
- Nikos Galis
- Ferdinando Gentile
- Toni Kukoč
- Antonio Martín
- Vlade Divac